# Australopericoma bhati
Australopericoma bhati är en tvåvingeart som beskrevs av Quate och Brown 2004. Australopericoma bhati ingår i släktet Australopericoma och familjen fjärilsmyggor.
Artens utbredningsområde är Peru. Inga underarter finns listade i Catalogue of Life.